# Cabin Boy
Pour plus de détails, voir Fiche technique et Distribution.
Cabin Boy est un film américain réalisé par Adam Resnick, sorti en 1994.

## Fiche technique
- Titre : Cabin Boy
- Réalisation : Adam Resnick
- Scénario : Adam Resnick et Chris Elliott
- Production : Barry Bernardi, Tim Burton, Denise Di Novi et Steve White
- Musique : Steve Bartek
- Costumes : Colleen Atwood
- Photographie : Steve Yaconelli
- Montage : Jon Poll
- Pays d'origine : États-Unis
- Format : Couleurs
- Genre : Aventure et comédie romantique
- Durée : 80 minutes
- Date de sortie : 1994

## Distribution
- Chris Elliott : Nathanial Mayweather
- Ritch Brinkley : Capitaine Greybar
- James Gammon : Paps
- Brian Doyle-Murray : Skunk
- Brion James : Big Teddy
- Melora Walters : Trina
- Jim Cummings : Cupcake (voix)
- David Letterman : Le vieux
- Ann Magnuson : Calli
- Russ Tamblyn : Chocki
- Ricki Lake : Personnalité
- Mike Starr : Mulligan
- Andy Richter : Kenny